# Bengt Ivarsson (företagsledare)
Bengt Ingemar Ivarsson,  född 4 augusti 1917 i Edsbyn, Gävleborgs län, död 16 april 1992, var en svensk företagsledare. 
Ivarsson, som var son till direktör Lars Ivar Pettersson och Ingeborg Svärd, utgick från Göteborgs handelsinstitut 1934. Han blev disponent vid AB Edsbyverken 1938 samt verkställande direktör och ägare från 1949. Han var även innehavare av Möbelcentrum i Edsbyn. Han var styrelseledamot i AB Edsbyns elektricitetsverk och styrelseordförande i Svenska Handelsbanken i Edsbyn från 1955. Han var vice ordförande i Sveriges möbelindustriförbund, styrelseledamot i Gävleborgs läns handelskammare, Södra Hälsinglands travsällskap och ledamot av Exportrådet. Han var ledamot kommunalnämnden i Ovanåkers landskommun.